# Lydia Polgreen
Lydia Frances Polgreen (née en 1975) est une journaliste américaine.

## Biographie

### Enfance et éducation
Polgreen obtient une licence au St John's College en 1997 et un master en journalisme de l'université Columbia en 2000.

### Carrière de reporter
Elle commence à travailler au New York Times en 2002.
De 2005 à 2009, elle vit à Dakar où elle est responsable du service Afrique de l'Ouest du New York Times. En 2006, elle reçoit le Prix George-Polk pour sa couverture des violences ethniques au Darfour. En février 2008, elle couvre la bataille de N'Djaména avec la photographe française Bénédicte Kurzen.
Elle passe ensuite quelques mois à travailler en Inde, avant de s'installer à Johannesburg où elle devient responsable du bureau local.

### Carrière de rédactrice en chef
Elle devient directrice de la rédaction du New York Times en avril 2016.
Le 6 décembre 2016, elle quitte le NYT et devient rédactrice en chef du HuffPost, remplaçant sa fondatrice Arianna Huffington,.
Elle quitte son poste en mars 2020 pour devenir directrice du contenu à Gimlet,.

## Prix et récompenses
- 2006 : Prix George-Polk pour la couverture des violences ethniques au Darfour[3]
- 2007 : Young Global Leader du Forum économique mondial[3]
- 2009 : prix Livingston[11],[3]
- 2017 : liste OUT100, récompense annuelle du magazine Out[12]
- 2021 : liste Queer 50 de Fast Company[13]